# Jenna Ortega
Jenna Marie Ortega (født 2002) er en amerikansk skuespillerinde. Hun har medvirket i adskillige film og tv-serier, herunder The Babysitter: Killer Queen, You og Wednesday.